# Goffredo II Borrell
Goffredo Borrell, conosciuto come Goffredo II o anche come Borrell I (nei documenti spesso viene citato come don Goffredo, conte e marchese, che è chiamato Borrell «domno Wifredo comite hac marchio que vocant Borrello». Guifred Borrell in francese, Guifré Borrell in catalano, e Wuifredo Borrell in spagnolo, in portoghese e in galiziano. Wuifredus Burrellus in latino) (verso la fine IX secolo – Barcellona, 26 aprile 911), è stato un sovrano spagnolo fu conte di Barcellona, Gerona e Osona dall'897 al 911.

## Origine
Era il figlio maschio secondogenito del Conte di Urgell, della Cerdagna, di Gerona, di Conflent, di Osona e di Barcellona Goffredo il Villoso e di Guinidilda († prima del 904), che, secondo la storica britannica Alison Weir, era figlia di Baldovino I delle Fiandre, anche secondo la Crónica de San Juan de la Peña, al capitolo XXIII e l'Ex Gestis Comitum Barcinonensium e di Giuditta, la figlia del re dei Franchi occidentali Carlo il Calvo. Mentre alcuni storici catalani sostengono che fosse di origine catalana, forse figlia di Mirò I (quindi nipote di Goffredo il Villoso) conte di Rossiglione, oppure di Borrell, Conte di Cerdagna, Urgell e Osona oppure ancora di Sunifredo.

## Biografia
Riguardo alla sua origine l'Ex Gestis Comitum Barcinonensium menziona Goffredo Borrel assieme ai fratelli Rodolfo, Miró e Sunyer, confermando che erano i figli di Goffredo e Guinidilde e inoltre viene confermata da una donazione fatta il 23 novembre 934 da suo fratello, conte e marchese Sunyer, in memoria sua e di suo padre (patri meo Wifredi quondam, vel fratri meo Wifredi quondam).
Nell'897, alla morte di suo padre, Goffredo Borrell (che guidava i fratelli) ereditò unitamente ai fratelli Sunifredo, Miró e Sunyer, le contee di Barcellona, Gerona, Osona, Cerdagna e Urgell.
In un secondo tempo si divisero le contee:
- a Goffredo Borrell e Sunyer andarono le contee di Barcellona, Girona e Osona
- a Sunifredo la contea di Urgell
- a Miró le contee di Cerdagna e Conflent

La penisola iberica alla morte di Goffredo II Borrell I. La marca di Spagna è vassallo del regno di Francia.

Nell'898, alla morte del re dei Franchi occidentali Oddone I, sul trono gli successe un carolingio, Carlo il Semplice, figlio postumo di Luigi il Balbo.
Secondo lo storico Thomas N. Bisson Goffredo Borrell riconobbe il nuovo re e, nell'899, si recò alla corte, in Francia, a rendergli omaggio e Carlo il Semplice lo investì ufficialmente delle sue contee.
Il 12 aprile 904 Goffredo Borrell, secondo il Cartulario de Sant Cugat del Vallés, fece una donazione al monastero di Sant Cugat.
Goffredo Borrell compare, assieme alla moglie, nel documento MMXXXVII del 905 della Coleccion diplomatica del Contado de Besalù, Tomo XV-IV,.
Goffredo Borrell compare, con la moglie, in una compravendita del 908 e in una donazione nel 909.
Morì il 26 aprile del 911, assassinato con il veleno, senza lasciare eredi maschi; le sue contee passarono al fratello Sunyer, che già ne condivideva il governo, con il beneplacito del fratello maggiore, Miró, che ottenne in compenso le contee di Besalú e Ripollès..
Sia secondo il Chronicon alterum Rivipullense che secondo l'Ex Gestis Comitum Barcinonensium fu tumulato a Ripoll, nel Monastero di Santa Maria.
Secondo la Marca Hispanica sive Limes Hispanicus la moglie Garsinda e il fratello Sunyer furono tra gli esecutori del testamento di Goffredo Borrell.
Goffredo Borrell aveva continuato la politica di suo padre ripopolando l'altipiano del Lluçanès e, per l'attività bellica, rinforzando le difese sulla riva destra del fiume Llobregat.

## Matrimonio e discendenza
Prima del 28 novembre 898 (lo storico catalano Pròsper de Bofarull i Mascaró afferma che in un documento di compravendita del 28 novembre 898, dell'archivio di Ripoll Garsinda viene citata come moglie del conte di Barcellona) Goffredo Borrell aveva sposato Garsinda di Tolosa (?-dopo il 13 maggio 962), figlia del conte di Tolosa, Oddone I.
Goffredo Borrell e Garsinda, essi ebbero una figlia::
- Richilda (?- prima del 13 maggio 962, data del suo testamento[2]), che aveva sposato, prima del 924, il Visconte di Narbona Oddone I (?-936), figlio del Visconte di Narbona Franco II e della moglie Arsinda di Empúries[15]. Richilde viene citata come viscontessa in tre documenti dell'Histoire Générale de Languedoc (50[15], 52[16] e 58[17].), ed uno della Marca Hispanica sive Limes Hispanicus (LXXII[18]).

## Ascendenza
|                           |                |                      | Genitori                 |  |  | Nonni |  |  | Bisnonni         |  |  | Trisnonni |  |
|                           |                |                      |                          |  |  |       |  |  | Borrell di Osona |  |  | …         |  |
|                           |                |                      |                          |  |  |       |  |  | Borrell di Osona |  |  | …         |  |
|                           |                | …                    |                          |  |  |       |  |  | Borrell di Osona |  |  |           |  |
| Sunifredo I di Barcellona |                |                      |                          |  |  |       |  |  | Borrell di Osona |  |  |           |  |
|                           |                | …                    | …                        |  |  |       |  |  |                  |  |  |           |  |
|                           |                | …                    | …                        |  |  |       |  |  |                  |  |  |           |  |
|                           |                | …                    | …                        |  |  |       |  |  |                  |  |  |           |  |
| Goffredo il Villoso       |                | …                    |                          |  |  |       |  |  |                  |  |  |           |  |
|                           |                | Odacre               | Enguerrand delle Fiandre |  |  |       |  |  |                  |  |  |           |  |
|                           |                | Odacre               | Enguerrand delle Fiandre |  |  |       |  |  |                  |  |  |           |  |
|                           |                | Odacre               | …                        |  |  |       |  |  |                  |  |  |           |  |
| Ermessinda                |                | Odacre               |                          |  |  |       |  |  |                  |  |  |           |  |
|                           |                | …                    | …                        |  |  |       |  |  |                  |  |  |           |  |
|                           |                | …                    | …                        |  |  |       |  |  |                  |  |  |           |  |
|                           |                | …                    | …                        |  |  |       |  |  |                  |  |  |           |  |
| Goffredo II Borrell       |                | …                    |                          |  |  |       |  |  |                  |  |  |           |  |
|                           | Carlo il Calvo | Ludovico il Pio      |                          |  |  |       |  |  |                  |  |  |           |  |
|                           | Carlo il Calvo | Ludovico il Pio      |                          |  |  |       |  |  |                  |  |  |           |  |
|                           | Carlo il Calvo | Giuditta di Baviera  |                          |  |  |       |  |  |                  |  |  |           |  |
| Baldovino I di Fiandra    | Carlo il Calvo |                      |                          |  |  |       |  |  |                  |  |  |           |  |
|                           |                | Ermentrude d'Orléans | Oddone d'Orléans         |  |  |       |  |  |                  |  |  |           |  |
|                           |                | Ermentrude d'Orléans | Oddone d'Orléans         |  |  |       |  |  |                  |  |  |           |  |
|                           |                | Ermentrude d'Orléans | Engeltrude di Fézensac   |  |  |       |  |  |                  |  |  |           |  |
| Guinidilda d'Empúries     |                | Ermentrude d'Orléans |                          |  |  |       |  |  |                  |  |  |           |  |
|                           |                | …                    | …                        |  |  |       |  |  |                  |  |  |           |  |
|                           |                | …                    | …                        |  |  |       |  |  |                  |  |  |           |  |
|                           |                | …                    | …                        |  |  |       |  |  |                  |  |  |           |  |
| Giuditta                  |                | …                    |                          |  |  |       |  |  |                  |  |  |           |  |
|                           |                | …                    | …                        |  |  |       |  |  |                  |  |  |           |  |
|                           |                | …                    | …                        |  |  |       |  |  |                  |  |  |           |  |
|                           |                | …                    | …                        |  |  |       |  |  |                  |  |  |           |  |
|                           |                | …                    |                          |  |  |       |  |  |                  |  |  |           |  |

### Fonti primarie
- (LA)  Rerum Gallicarum et Francicarum Scriptores, Tomus IX.
- (LA)  Histoire Générale de Languedoc, Preuves, Tome V.

### Letteratura storiografica
- Rafael Altamira, Il califfato occidentale, in «Storia del mondo medievale», vol. II, 1999, pp. 477–515.
- René Poupardin, I regni carolingi (840-918), in «Storia del mondo medievale», vol. II, 1999, pp. 583–635.
- (LA)  Colección diplomática del Condado de Besalú, tomus XV.
- (EN) The Development of Southern French and Catalan Society, 718-1050, su libro.uca.edu.
- (CA)  Crónica de San Juan de la Peña.
- (LA)  Marca Hispanica sive Limes Hispanicus, 1688.